# Лахті (футбольний клуб)
Футбольний клуб Лахті (фін. FC Lahti) — професійний футбольний клуб з міста Лахті, Фінляндія. Виступає у першому дивізіоні чемпіонату Фінляндії Юккенен.

## Історія
ФК «Лахті» заснований в листопаді 1996 року в результаті злиття футбольних клубів «Лахден Рейпас» та «Куусюсі», зайнявши місце останнього у другому дивізіоні країни, Юккенен. У своєму першому сезоні клуб посів друге місце після першого кола, а в підсумку фінішував третім. У наступному сезоні (1998 рік), став переможцем та підвищився у класі. У Вейккауслізі виступав до 2010 року, коли посів останнє місце та вибув до другого дивізіону.
У 2012 році клуб повернувся до Вейккаусліги, вищого дивізіону країни, посівши одразу високе п'яте місце. В наступному сезоні клуб з Лахті також зайняв п'яте місце. У чемпіонаті 2014 року «Лахті» здобув бронзові нагороди чемпіонату. Надалі команда була міцним середняком, з 2022 року «Лахті» посідав місця в нижній частині турнірної таблиці, аж поки в плей-оф 2024 року не поступився клубу «Яро» та вибув з ліги.

## Досягнення клубу
- Чемпіонат Фінляндії
  - Бронзовий призер (1): 2008, 2014

- Кубок Фінляндії
  - Фіналіст (1): 2002

- Кубок фінської ліги
  - Володар (3): 2007, 2013, 2016.
  - Фіналіст (2): 2004, 2005

## Всі сезони
| \| Сезон \| Дивізіон \| Дивізіон \| Раунд \| Місце \| Результат \| \| ----- \| -------- \| ----------------------------- \| -------------- \| ----- \| ------------------------------- \| \| 1997 \| Д 2 \| Юккенен (1-ий Дивізіон) \| Південна група \| 2 \| Фінальна Група — 3-є місце \| \| 1998 \| Д 2 \| Юккенен (1-ий Дивізіон) \| Південна група \| 1 \| Фінальна Група — 1 — Підвищення \| \| 1999 \| Д 1 \| Вейккаусліга (Вищий Дивізіон) \| \| 10 \| Плей-оф \| \| 2000 \| Д 1 \| Вейккаусліга (Вищий Дивізіон) \| \| 8 \| \| \| 2001 \| Д 1 \| Вейккаусліга (Вищий Дивізіон) \| \| 9 \| \| \| 2002 \| Д 1 \| Вейккаусліга (Вищий Дивізіон) \| \| 7 \| Чемпіонська Група — 8 \| \| 2003 \| Д 1 \| Вейккаусліга (Вищий Дивізіон) \| \| 5 \| \| \| 2004 \| Д 1 \| Вейккаусліга (Вищий Дивізіон) \| \| 7 \| \| \| 2005 \| Д 1 \| Вейккаусліга (Вищий Дивізіон) \| \| 6 \| \| \| 2006 \| Д 1 \| Вейккаусліга (Вищий Дивізіон) \| \| 8 \| \| \| 2007 \| Д 1 \| Вейккаусліга (Вищий Дивізіон) \| \| 8 \| \| \| 2008 \| Д 1 \| Вейккаусліга (Вищий Дивізіон) \| \| 3 \| \| \| 2009 \| Д 1 \| Вейккаусліга (Вищий Дивізіон) \| \| 11 \| \| \| 2010 \| Д 1 \| Вейккаусліга (Вищий Дивізіон) \| \| 14 \| Вибув \| \| 2011 \| Д 2 \| Юккенен (1-ий Дивізіон) \| \| 1 \| Підвищення \| \| 2012 \| Д 1 \| Вейккаусліга (Вищий Дивізіон) \| \| 5 \| \| \| 2013 \| Д 1 \| Вейккаусліга (Вищий Дивізіон) \| \| 5 \| \| \| 2014 \| Д 1 \| Вейккаусліга (Вищий Дивізіон) \| \| 3 \| \| \| 2015 \| Д 1 \| Вейккаусліга (Вищий Дивізіон) \| \| 5 \| \| \| 2016 \| Д 1 \| Вейккаусліга (Вищий Дивізіон) \| \| 8 \| \| \| 2017 \| Д 1 \| Вейккаусліга (Вищий Дивізіон) \| \| 4 \| \| \| 2018 \| Д 1 \| Вейккаусліга (Вищий Дивізіон) \| \| 8 \| \| \| 2019 \| Д 1 \| Вейккаусліга (Вищий Дивізіон) \| \| 8 \| \| \| 2020 \| Д 1 \| Вейккаусліга (Вищий Дивізіон) \| \| 6 \| \| \| 2021 \| Д 1 \| Вейккаусліга (Вищий Дивізіон) \| \| 7 \| \| \| 2022 \| Д 1 \| Вейккаусліга (Вищий Дивізіон) \| \| 11 \| \| \| 2023 \| Д 1 \| Вейккаусліга (Вищий Дивізіон) \| \| 10 \| \| \| 2024 \| Д 1 \| Вейккаусліга (Вищий Дивізіон) \| \| 9 \| Плей-оф, вибув \| - 25 сезонів у Вейккауслізі - 3 сезони в Юккьонен |          |                               |                |       |                                 |
| Сезон | Дивізіон | Дивізіон                      | Раунд          | Місце | Результат                       |
| 1997 | Д 2      | Юккенен (1-ий Дивізіон)       | Південна група | 2     | Фінальна Група — 3-є місце      |
| 1998 | Д 2      | Юккенен (1-ий Дивізіон)       | Південна група | 1     | Фінальна Група — 1 — Підвищення |
| 1999 | Д 1      | Вейккаусліга (Вищий Дивізіон) |                | 10    | Плей-оф                         |
| 2000 | Д 1      | Вейккаусліга (Вищий Дивізіон) |                | 8     |                                 |
| 2001 | Д 1      | Вейккаусліга (Вищий Дивізіон) |                | 9     |                                 |
| 2002 | Д 1      | Вейккаусліга (Вищий Дивізіон) |                | 7     | Чемпіонська Група — 8           |
| 2003 | Д 1      | Вейккаусліга (Вищий Дивізіон) |                | 5     |                                 |
| 2004 | Д 1      | Вейккаусліга (Вищий Дивізіон) |                | 7     |                                 |
| 2005 | Д 1      | Вейккаусліга (Вищий Дивізіон) |                | 6     |                                 |
| 2006 | Д 1      | Вейккаусліга (Вищий Дивізіон) |                | 8     |                                 |
| 2007 | Д 1      | Вейккаусліга (Вищий Дивізіон) |                | 8     |                                 |
| 2008 | Д 1      | Вейккаусліга (Вищий Дивізіон) |                | 3     |                                 |
| 2009 | Д 1      | Вейккаусліга (Вищий Дивізіон) |                | 11    |                                 |
| 2010 | Д 1      | Вейккаусліга (Вищий Дивізіон) |                | 14    | Вибув                           |
| 2011 | Д 2      | Юккенен (1-ий Дивізіон)       |                | 1     | Підвищення                      |
| 2012 | Д 1      | Вейккаусліга (Вищий Дивізіон) |                | 5     |                                 |
| 2013 | Д 1      | Вейккаусліга (Вищий Дивізіон) |                | 5     |                                 |
| 2014 | Д 1      | Вейккаусліга (Вищий Дивізіон) |                | 3     |                                 |
| 2015 | Д 1      | Вейккаусліга (Вищий Дивізіон) |                | 5     |                                 |
| 2016 | Д 1      | Вейккаусліга (Вищий Дивізіон) |                | 8     |                                 |
| 2017 | Д 1      | Вейккаусліга (Вищий Дивізіон) |                | 4     |                                 |
| 2018 | Д 1      | Вейккаусліга (Вищий Дивізіон) |                | 8     |                                 |
| 2019 | Д 1      | Вейккаусліга (Вищий Дивізіон) |                | 8     |                                 |
| 2020 | Д 1      | Вейккаусліга (Вищий Дивізіон) |                | 6     |                                 |
| 2021 | Д 1      | Вейккаусліга (Вищий Дивізіон) |                | 7     |                                 |
| 2022 | Д 1      | Вейккаусліга (Вищий Дивізіон) |                | 11    |                                 |
| 2023 | Д 1      | Вейккаусліга (Вищий Дивізіон) |                | 10    |                                 |
| 2024 | Д 1      | Вейккаусліга (Вищий Дивізіон) |                | 9     | Плей-оф, вибув                  |

## Виступи в Європі
| Сезон   | Змагання         | Раунд | Клуб              | Вдома | В гостях | Загальний рахунок |  |
| ------- | ---------------- | ----- | ----------------- | ----- | -------- | ----------------- |  |
| 2009–10 | Ліга Європи УЄФА | 1Кв   | «Динамо» (Тирана) | 4–1   | 0–2      | 4–3               |  |
| 2009–10 | Ліга Європи УЄФА | 2Кв   | Горіца            | 2–0   | 0–1      | 2–1               |  |
| 2009–10 | Ліга Європи УЄФА | 3Кв   | Брюгге            | 1–1   | 2–3      | 3–4               |  |
| 2015–16 | Ліга Європи УЄФА | 1Кв   | ІФ Ельфсборг      | 2–2   | 0–5      | 2–7               |  |
| 2018–19 | Ліга Європи УЄФА | 1Кв   | Гапнарфйордур     | 0–3   | 0–0      | 0–3               |  |

Примітки
- 1Кв: Перший кваліфікаційний раунд
- 2Кв: Другий кваліфікаційний раунд
- 3Кв: Третій кваліфікаційний раунд